# Medaliony
Medallones (Medaliony) es una obra publicada en 1946 que reúne 8 relatos de la autora polaca Zofia Nałkowska. 
La autora, después de participar en la Comisión de Investigación de los Crímenes Hitlerianos, con los testimonios recopilados escribió la que se considera una de las primeras obras sobre los campos de concentración de Polonia. Con esta obra, Zofia Nałkowska ofrece diversos testimonios y relata el viaje que hicieron cientos de mujeres desde Polonia hasta los campos.

## Contexto histórico y literario
Cuando la Segunda Guerra Mundial acabó Zofia Nalkowska ya tenía más de 60 años y era una intelectual reconocida en Polonia, una mujer liberal, a favor del progreso, y la única que formaba parte de la Academia Polaca de Literatura. Durante la Segunda Guerra Mundial la autora estuvo en Varsovia y vivir en la ciudad le permitió estar cerca de conflicto y conocer lo que estaba sucediendo en su país.
Fue en 1945 cuando Zofia Nalkowska comenzó a formar parte del comité que investigaba los crímenes nazis en Polonia. Esta institución quería encontrar y revelar la verdad de los crímenes del nazismo en el país durante la guerra, y la participación de la autora en esta le permitió acercarse a lugares importantes y conocer a testigos que de otra manera no podría haber conocido. Gracias a esta experiencia y al conocimiento adquirido la autora pudo escribir Medallones.
La obra de Zofia Nalkowska fue escrita justo después de la Segunda Guerra Mundial, es un texto muy temprano, publicado en 1946, y esa es una cuestión que debe tenerse en cuenta. En esta época todavía no habían surgido grandes testimonios sobre el Holocausto, pero en 1947 se publicó Si esto es un hombre de Primo Levi, también considerado un texto temprano sobre la propia experiencia del autor en los campos de concentración. En el caso de Medallones no es la propia Zofia Nalkowska que cuenta su historia, sino que la autora recupera los testimonios de otros testigos desde un punto de vista neutral, en tanto que ella se aleja con un espíritu periodístico, cosa que diferencia la obra de Nalkowska de la de Primo Levi, que cuenta su propia experiencia.
Otros textos posteriores que retoman la temática de los campos de concentración pueden ser: Los hundidos y los salvados, un ensayo más analítico de Primo Levi publicado en 1986 sobre la memoria y cuestiones como la libertad, la vergüenza, la responsabilidad, el compromiso o el olvido. O Viviré con su nombre, morirá con el mío del autor Jorge Semprún que hasta el año 2001 no se publicó, recuperando la propia experiencia del autor en los campos de concentración de Buchenwald.
Medallones recibió buenas críticas en su época, pero supuso un importante debate sobre la forma de narrar. La obra recoge diversos testimonios sobre lo vivido en los campos de concentración, se habla de cómo fue la situación, pero Zofia Nalkowska se abstiene de reflexionar sobre por qué fue así. Esta “falta de comentario” fue criticada por algunos círculos, pero desde otros se defendió que el estilo neutro de la autora juega un papel importante, permite al lector alejarse y leer los relatos desde la perspectiva del testigo.
La literatura durante el contexto de posguerra es un debate que estuvo muy presente en la época y se ha ido retomando a lo largo de los años. Un ejemplo de ello es Los narradores de Auschwitz de Esther Cohen que en 2006 recuperó los textos de una serie de autores que narraron sus experiencias vividas durante el Holocausto para preguntarse si es posible la literatura en este contexto. Esther Cohen plantea que vivir para contar ha sido la máxima de muchos supervivientes de la Segunda Guerra Mundial, y la literatura es una herramienta para que estos autores cuenten sus experiencias desde diferentes perspectivas.
Narrar desde el punto de vista del testigo y a partir de la memoria es una cuestión que para algunos autores como Primo Levi puede ser problemática, dice el autor italiano en Los hundidos y los salvados que la memoria es un instrumento falaz. Pero a pesar de ello, en este contexto narrar lo sucedido fue un acto de justicia, un acto que les permitió contar lo vivido en los campos de concentración para impedir que lo sucedido desaparezca de la memoria colectiva y vuelva a suceder. 

## Contenido
La obra está formada por ocho relatos que tratan situaciones y temáticas diferentes: El profesor Spanner (Profesor Spanner), En el fondo (Dno), La mujer del cementerio (Kobieta Cmentarna), Junto a la vía del tren (Przy torze kolejowym), Dwojra Zielona, “La wiza”, El hombre es fuerte (Człowiek jest mocny) y Adultos y niños en Oświęcim (Dorośli i dzieci w Oświęcimiu). 
- En El profesor Spanner, se cuenta la historia de un profesor que manda a sus estudiantes a hacer jabón con la grasa de los cadáveres. El narrador habla de sus sospechas sobre las actividades del profesor y se llega a interrogar a dos antiguos colegas de Spanner, que declaran que no conocían de la existencia de la fábrica de jabón clandestina, pero al mismo tiempo no se sorprenden de las acusaciones y queda en el aire conocían la actividad que llevaba a cabo el profesor Spanner.
- “En el fondo” muestra la historia de una madre que ha perdido a su familia. La narradora cuenta como estuvo detenida con su hija y fueron torturadas, no sabe nada de su marido, ni de sus hijos y está completamente sola. En este relato, a partir del punto de vista del testimonio, aparecen dos temáticas recurrentes en la literatura de la época: el hambre y el sufrimiento que vivieron las víctimas en los vagones de los trenes de camino a los campos de concentración.
- “La mujer del cementerio” habla explícitamente del tema de la muerte y cómo esta se vivía diariamente. El narrados explica como hay muerte por todas partes, ya sea natural, masiva o individual, se habla de la incomodidad y de la sensación de que no queda nadie vivo. Además, aparece el tema de la vergüenza de estar vivo, el sentimiento de culpa del superviviente que es otro tema recurrente en la literatura posterior al Holocausto.
- “Junto a la vía del tren” permite a la autora recuperar la cuestión de los viajes en tren de camino a los campos de concentración, que ya habían aparecido en otros relatos. En este en concreto se habla de las diferentes experiencias de las víctimas, algunos intentaban huir, pero eran pocos los que se atrevían a hacerlo.
- “Dwojra Zielona” es uno de los relatos más representativos de lo que es la literatura de testimonio. En este caso la narradora explica su deseo de vivir a pesar de haberlo perdido todo, desea y decide vivir porque quiere que el mundo sepa lo que ha sucedido en Polonia, quiere explicar su historia.
- “La wiza” cuenta la experiencia de las mujeres en los campos de concentración. En concreto, este relato explica cómo eran los prados donde las mandaban a no hacer nada, tenían que aguantar de pie hasta que el frío y el hambre acababan con su vida.
- “El hombre es fuerte” cuenta la experiencia de un hombre después de perder a su mujer en un campo de concentración. Él quería morir y así lo pidió, pero se negaron porque era fuerte y todavía podía trabajar. Estuvo a punto de acabar con su vida, pero un hombre lo persuadió y lo animaron para huir del campo de concentración, y así lo hizo.
- “Adultos y niños en Oświęcim” es el último relato de la obra de Zofia Nalkowska. Con este la autora pone fin a su recopilación de testigos explicando como millones de existencias humanas fueron transformadas en materia prima y en mercancía en Polonia, y como todo esto fue obra de los hombres